# Base aérea de Soewondo
A Base aérea de Soewondo, localizada no antigo Aeroporto Internacional Polonia, é uma base aérea localizada na cidade de Medan, na Indonésia. Construída numa zona residencial, quando foi aeroporto teve vários acidentes fatais envolvendo moradores da cidade.
Enquanto aeroporto comercial (até 2013), foi frequentado por linhas aéreas indonésias (Indonesia AirAsia, Garuda Indonesia, Merpati, Mandala Airlines, Lion Air, Jatayu, Batavia Air,  Adam Air, Sriwijaya Air e Wings Air) e companhias estrangeiras Malaysia Airlines (Kuala Lumpur, Penang), Air Asia (Kuala Lumpur), Singapore Airlines e Silkair (Singapura).
O aeroporto Polonia foi substituído pelo novo Aeroporto Internacional Kuala Namu em 2013.